# Retablo de la Virgen del Carmen (Catedral de Orense)
El retablo de la Virgen del Carmen es una obra anónima realizada en el siglo xviii. Está ubicado en la Catedral de Orense (Galicia, España).

## Historia
La devoción a Nuestra Señora del Monte Carmelo llegó a la catedral por fervor particular puesto que no constan en los archivos catedralicios gastos de fábrica ni del retablo ni de la talla de la Virgen del Carmen, aunque se conoce que esta imagen fue tomada en 1746 «como luctuosa a un administrador del Hospital de San Roque», tal y como consta en el cabildo del 28 de marzo de dicho año.: 119  El hospital fue fundado por el obispo Francisco Blanco de Salcedo entre 1560 y 1561 y estaba emplazado en la Huerta del Concejo (actual Alameda de Abajo); levantado en el solar donde se hallaba una ermita dedicada al santo, existente para 1517 y fundada por el canónigo Leonde Enríquez,: 365  el mismo estaba dotado con una pequeña capilla y cayó en decadencia a causa de la desamortización en el siglo xix, desapareciendo tras su derribo en 1927 (solo se conserva la puerta de entrada, ubicada desde 1917 entre la plaza de la Trinidad y el atrio de la Iglesia de la Santísima Trinidad). Cabe destacar que con anterioridad a este retablo, en el que Benito González fundó una capellanía, hubo inmediatamente detrás una capilla dedicada a San Andrés, ubicada concretamente en lo que a día de hoy es la sacristía.: 119  Esta capilla, desaparecida a mediados del siglo xvi, existía ya en 1358 y la misma tenía la entrada principal bajo un gran arco (hoy tapiado y visible al lado del retablo) además de dos puertas laterales (también tapiadas); una de estas puertas conducía a un pequeño patio mientras que la otra se encuentra al lado de la entrada a la sacristía, cuya construcción, acometida durante el episcopado de Salcedo (1556-1565),: 104  motivó que la capilla fuese desplazada unos pocos metros al oeste, exactamente donde a día de hoy se encuentra el retablo, si bien previamente se instaló otro en honor a Santa Catalina el cual sería desmontado en 1568: 119  (en este desaparecido retablo recibían culto, entre otras, una talla de San Andrés actualmente venerada en el retablo de San Juan y una imagen mariana hoy perdida).: 119 : 107–108  Por su parte, en el ático del retablo actual, ocupado en el presente por una talla de San Francisco de Asís, se hallaba inicialmente una imagen de San José (del siglo xviii y próxima al estilo de José Ferreiro), hoy emplazada en la capilla del mismo nombre, ubicada en el extremo norte del deambulatorio. Esta capilla, con una decoración en estilo rococó, fue enajenada el 5 de julio de 1629 por el cabildo, mediante escritura ante Gregorio López de Cárdenas y por un precio de 400 ducados, a Pedro Fernández de Boán y Landecho, dueño del pazo de San Damián en Fontefría (Amoeiro).: 130 

## Descripción

### Arquitectura
La estructura, situada en el paramento oriental del extremo sur del transepto, se halla encuadrada en una «tipología barroca extraña» según Miguel Ángel González García, antiguo delegado de patrimonio de la diócesis de Orense, quien además explica que este factor puede deberse a una posible influencia portuguesa además de vincularlo al maestro escultor José González, discípulo de Francisco de Castro Canseco, opinión compartida por Ramón Yzquierdo Perrín y José Hervella Vázquez.: 57 : 136  Pintado en 1749 según González García,: 57  o en 1746 de acuerdo con José Couselo Bouzas, la policromía corrió a cargo del pintor José Saavedra, quien por esta labor cobró 1900 reales,: 111  constando el retablo de un cuerpo de una sola calle decorado con dos columnas a cada lado y un ático coronado por una artística rocalla. Los pilares destacan por su gran originalidad, siendo entorchados los interiores y salomónicos los exteriores; las columnas se asientan sobre netos cubiertos de rocalla y flanquean unas gradas las cuales se hallan dentro de una hornacina de medio punto que ocupa la mitad del cuerpo, separado del ático por una cornisa profusamente escalonada, lo que provoca que las columnas vayan sobresaliendo notablemente desde el centro hacia los extremos, con un pequeño frontón curvo en la zona central. En cuanto al ático, este presenta una menor ornamentación y se compone esencialmente de dos estípites apoyados sobre netos los cuales sustentan la rocalla que corona el retablo, hallándose a ambos lados dos marcos también rematados por rocalla, aunque de dimensiones mucho menores. Cabe destacar la presencia de la siguiente cartela a los pies del retablo, directamente bajo las gradas:

Hoc est ènim Corpus meum.
Hic est ènim Càlix Sangui-
nis mei novi & aeterni testamèn-
ti: mistèrium fidei: qui pro vòbis
& pro multis effundètur in re-
missiònem peccatorum.
Esto es mi cuerpo.
Y este es el cáliz de mi san-
gre del nuevo y eterno testamen-
to: el misterio de la fe: que será derramada
por vosotros y por muchos para re-
misión de los pecados.

### Imaginería

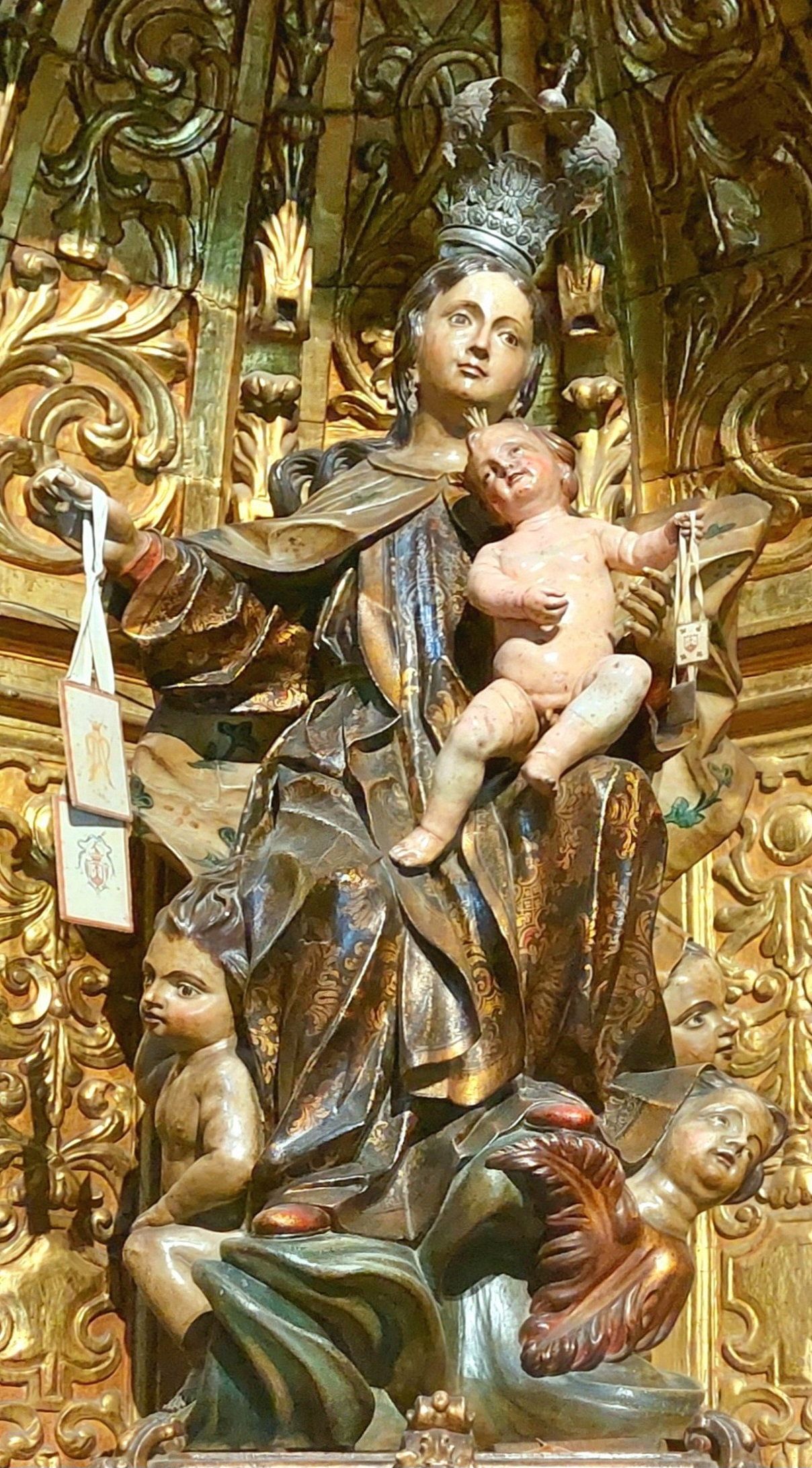
Talla de la Virgen del Carmen.

La imagen de la Virgen del Carmen, de bulto redondo y alta calidad, se halla cercana al estilo de Ferreiro y a la producción del taller del escultor Benito Silveira.: 57  Muestra a María joven y con un rostro ovalado y sereno de delicadas facciones, enmarcado por una larga y agitada melena. Luce el hábito carmelita (compuesto por una túnica marrón y un escapulario donde figura el blasón de la orden), un manto de profusos pliegues y gran vuelo prendido a la altura de las clavículas, zapatos cerrados de color rojo y, como alhajas, un par de pendientes y una corona de orfebrería. Los paños exhiben unos drapeados acartonados que dotan a la imagen de potentes claroscuros reforzados a su vez por la movida disposición del cuerpo y la policromía dorada de motivos vegetales, rasgo típico del barroco. La pose, sedente, resulta muy airosa e inestable, con una pronunciada flexión en las piernas y en general un elevado grado de dinamismo, aunque eminente frontalidad y cierta rigidez por la estaticidad del torso. Tiene el brazo derecho extendido y en él sujeta un escapulario de tela, mientras que con el izquierdo sostiene al Niño Jesús, quien, desnudo, porta con la mano izquierda otro escapulario, también de tela. La Virgen se halla sobre nubes y flanqueada por tres querubines, uno a su derecha y dos a su izquierda: el de su derecha es de cuerpo entero mientras que los de la izquierda solo tienen talladas las cabezas, estando todo el conjunto apoyado en una peana trapezoidal presidida por un rostro en relieve y decorada en las esquinas con rocalla. Destaca el parecido de esta imagen con la talla anónima de la Virgen del Carmen procedente del retablo del pazo situado en el barrio de Outeiro en Alongos (Toén), propiedad que acabaría siendo conocida como Casa de Saco por ser el lugar de nacimiento de Juan Antonio Saco y Arce; ambas son sedentes, muestran una curvatura del cuerpo bastante similar, pose casi idéntica de los brazos y escabel compuesto por tres querubines, uno de cuerpo entero y los otros dos solo con la cabeza tallada, aunque en posición invertida, lo que hace posible que el autor de la imagen de Alongos, fechada hacia 1763 y severamente mutilada, se inspirase en la talla venerada en la catedral.
Respecto a la imagen ubicada en el ático, San Francisco de Asís, esta muestra al santo recibiendo los estigmas; está fechada en el siglo xvii y José González Paz la atribuye a Mateo de Prado, autor de otras obras para la catedral, como la Inmaculada Concepción (1658), San Antonio (1662), la Virgen de la Asunción (1657-1658) y la Conversión de San Pablo (1656). Al igual que la talla titular, el santo se caracteriza por su frontalidad y dinamismo; viste el hábito de la orden franciscana, consistente en una túnica grisácea con cenefa dorada, y figura de pie con el rostro alzado, destacando un juego de pliegues en los paños consistente en una serie de dobleces de disposición diagonal, lo que rompe el hieratismo inicial en el que podría haber caído la obra, muy semejante por otro lado a la talla homónima facturada por Gregorio Fernández para la Iglesia de los Santos Juanes de Nava del Rey.: 137  A ambos lados de la imagen se hallan dos lienzos barrocos de autoría anónima los cuales representan a San Joaquín y a Santa Ana a izquierda y derecha respectivamente, mientras que entre el cuerpo y el ático destaca un relieve de San Andrés, presente tal vez en recuerdo de la capilla que el santo tuvo en esta área de la seo.: 57  Este relieve muestra al apóstol de cintura para arriba y caracterizado con la cruz aspada, la cual sujeta con la mano derecha mientras en la izquierda porta un libro, estando toda la pieza enmarcada por un elaborado medallón compuesto de rocalla, volutas y una concha de vieira en el centro de la zona superior a modo de remate, con unas sencillas guirnaldas en relieve colgando del área inferior.

## Legado
La imagen de la Virgen del Carmen destaca por ser una de las más veneradas de la catedral además de por tratarse de una de las pocas obras en la ciudad de Orense en las que se muestra a la Virgen bajo esta advocación, tal vez por el hecho de ser la única capital y provincia gallega que no da al mar. Pese a la gran veneración con la que cuenta esta imagen y a la novena realizada en su honor con motivo de su fiesta, para la procesión llevada a cabo por el casco histórico se emplea la imagen homónima venerada en la Iglesia de la Santísima Trinidad, siendo el punto álgido de esta ceremonia el momento en que la talla se encuentra con la pequeña figura de la misma advocación custodiada en el peto de ánimas de Las Burgas, imagen procedente de la desaparecida capilla emplazada en el Jardín del Posío.